# 北國新聞ニュース
『北國新聞ニュース』（ほっこくしんぶんニュース）は、石川県内の民間放送テレビ・ラジオ局で放送されているニュース番組（北國新聞社配信のスポットニュース）である。
本項目では、金沢ケーブルなどで配信されているコミュニティチャンネル「北國新聞ニュース・プラス」についても記載する。

## 概要
テレビではテレビ金沢・金沢ケーブルで毎日放送、ラジオではラジオかなざわ、ラジオこまつ、ラジオななおでは月曜日から金曜日に放送。北陸放送（MROラジオ）では日曜日を除き、1日1回放送されている。なお、エフエム石川では1990年の開局時から毎日放送されてきたが、2009年4月からは月曜日から金曜日に放送曜日を変更している。
北陸放送ではかつてはテレビが『北國新聞・MROニュース』、ラジオが『北國新聞ニュース』というタイトルで定時ニュースを放送していた。北國新聞・北陸放送のオーナーだった嵯峨家が北國新聞から追放されたことで北陸放送と北國新聞との資本・協力関係が1985年秋頃に一度解消された後、『北國新聞ニュース』は一度放送を終了した。その後、北陸放送からも嵯峨家の影響力が薄れたことから2002年にラジオで復活して現在に至っている。さらに北國新聞は北陸放送との資本関係を徐々に復活させ、最終的には筆頭株主に復帰した。

## 各局概要

### テレビ金沢
昼ニュースはかつて、『テレビ金沢昼Nワイド』、『くらしワイド1130』、『ひるドキッ』の1コーナーとして『北國新聞ニュース』が存在していた。テロップはその番組仕様に準じていた。
ローカルニュースを1から2項目伝えた後で、石川ローカルの天気予報を伝える（天気予報時のBGMは、テレビ金沢のイメージソングである「てのひらに風の色」のインストが流れる）。
また、2022年8月1日から金沢ケーブルなどの「北國新聞ニュース・プラス」においても、テレビ金沢で放送された『北國新聞ニュース』を遅れネットで放送を開始した。
番組構成
- オープニング：白山、禄剛崎、金沢城の空撮映像
  - 2017年9月までは、北國新聞所有のヘリコプター「あすなろ」号が飛行し、北國新聞会館上空を旋回した映像を使用していた。
- ニュース2項目および天気予報
- エンディング：オープニングとほぼ同じ

#### 全国ニュースでの差し替え
KTKきょうの出来事
テレビ金沢は平成新局では珍しく、開局時から『NNNきょうの出来事』の関東ローカル部分を、平日はもちろん土曜・日曜を含めて、「KTKきょうの出来事　協力・北國新聞」のタイトルで石川ローカルのニュースに差し替えていた（2006年9月29日の『きょうの出来事』の最終回まで続いた）。フォーマットは2006年6月（デジタル放送開始以前）まではテレビ金沢独自のニューステロップを用いたが、デジタル放送開始以後は東京発のものと同一とした。
news zero
『きょうの出来事』終了後、『NEWS ZERO』になってからも天気予報を県内ニュースに差し替えたが、『きょうの出来事』と比べると1項目のみだけの簡素なものになった。現在は緊急時を除いて放送されていない。

### 北陸放送
北陸放送での『北國新聞ニュース』の歴史は古く、ラジオ放送局（当時は通称「ラジオ北陸」）が開局した1952年5月10日に放送を開始した。

### コミュニティ放送
ラジオかなざわ、ラジオこまつ、ラジオななおで月曜日から金曜日に放送されている（祝日・ゴールデンウィーク・お盆・年末年始を除く）。2009年4月には土曜・日曜日の放送が廃止されたが、2011年4月に土曜日の放送は再開したものの2012年3月で再び廃止。2013年9月からは新たに祝日の放送も廃止した。2012年10月1日からは、富山県高岡市のラジオたかおかでもラジオかなざわ制作のワイド番組内でニュース配信を開始。ラジオたかおかにネットされる番組では『北國新聞・富山新聞ニュース』として放送される。

### ケーブルテレビ
ケーブルテレビでの配信局は以下のとおり。
「北國新聞ニュース・プラス」チャンネル開設局
- 金沢ケーブル
  - かほく市ケーブルテレビネットワーク
  - 宝達志水町ケーブルテレビ
  - 中能登町ケーブルテレビネットワーク
- ケーブルテレビななお
- 加賀ケーブル

一部番組の配信局
- あさがおテレビ
- 能越ケーブルネット（羽咋[6]・穴水[7]・珠洲[8]の各エリア）
- 能登町有線テレビ放送
- 輪島市ケーブルテレビ

## 放送時間

### テレビ金沢
- 平日：11:40 - 11:44、15:50 - 15:53
- 土曜日：11:35 - 11:40、16:55 - 17:00
- 日曜日：11:36 - 11:40、17:25 - 17:30[注釈 1]

### 北國新聞ニュース・プラス
テレビ金沢で放送された番組を記載。その他の放送時間は、金沢ケーブルの公式サイトを参照。
- 平日[4]：12:55 - 13:00、17:25 - 17:30
- 土曜日[4]：12:55 - 13:00、17:55 - 18:00
- 日曜日[4]：12:55 - 13:00、18:57 - 19:00

### 北陸放送（ラジオ）
- 平日：14:00 - 14:05
- 土曜：14:55 - 15:00[注釈 2]

### エフエム石川
奇数月
- 月曜日 - 木曜日：15:55 - 16:00、17:40 - 17:45、18:30 - 18:35
- 金曜日：15:55 - 16:00、18:55 - 19:00、19:55 - 20:00

偶数月
- 平日：7:55 - 8:00、8:55 - 9:00、11:55 - 12:00

## 北國新聞ニュース・プラス
24時間放送のニュース専門チャンネルとして北國新聞ニュース24を2006年4月3日に開設。金沢ケーブルと業務委託局、ならびに加賀ケーブルへ配信し、生放送の情報番組などが編成される。
2014年1月1日にチャンネル名を北國新聞ニュース・プラスに改称。チャンネルの名称変更後はテレビ小松を除く石川県内のケーブルテレビ各局へも番組配信を行っている。情報番組だけでなく、娯楽番組などを編成し、早朝・深夜帯にはショップチャンネルのサイマル放送を実施している。北國新聞においては、2014年に開設された「カルチャー・チャンネル」とともに最終面の番組表に掲載している。
2022年8月1日からテレビ金沢送出の北國新聞ニュースの再放送が行うことになった。
主な番組
- まちスタ330 - 月曜日から金曜日の15:30 - 17:00に放送（祝日は休止）。金沢ケーブルのサテライトスタジオがある香林坊ラモーダからの生放送。あさがおテレビでは、当初『ひるなまATV』の番組内で放送された（2020年時点は同時ネット）。

## 関連番組
北國新聞がニュース協力をしている主な番組（すべてテレビ金沢）、★印は読売新聞も協力。2013年度からはローカル枠も含めたすべての番組でニュース協力の字幕を表示している。また、北國新聞が協力する番組には、北國・富山両新聞の番組表に北國新聞協力と併記されている。
現在
- となりのテレ金ちゃん・花のテレ金ちゃん★
- テレビ金沢news every.サタデー★
- news zero（ローカル枠）
- 真相報道 バンキシャ!（ローカル枠）★
- Going!Sports&News（ローカル枠）
- NNNニュース・NNNニュース&スポーツ（年末年始など、ローカル枠） - 夕方の時間帯は★

過去
- テレビ金沢ニュースプラス1★
- 2時間ワイドじゃんけんぽん★
- びービーみつばち★
- テレビ金沢Newsリアルタイム★
- NNNきょうの出来事（ローカル枠）
- NNN日曜夕刊（ローカル枠）★